# Мірошниченко Тетяна Кузьмівна
Тетя́на Ку́зьмівна Мірошниче́нко (нар. 18 лютого 1933, село Пашкове, тепер Барвінківського району Харківської області — пом. 15 грудня 2009)— українська акторка,  народна артистка УРСР — 1979.

## Життєпис
Народилася 18 лютого 1933 року в селі Пашкове (нині Барвінківський район, Харківська область Україна). У 1952—1956 р навчалася в Харківській консерваторії. 1952 року при вступі вразила приймальну комісію власними віршами. Закінчила 1956 року Харківський інститут мистецтва ім. І. Котляревського. Працювала в Запорізькому українському музично-драматичному театрі ім. М. Щорса з 1956 — на запрошення Володимира Магара.
Уже в перших ролях (Живка — «Під зорями балканськими» О. Левади, Варя — «Одна ніч» Б. Горбатова, Таня — «В шуканні радості» В. Розова) проявила вміння глибоко розробляти характер, з чарівною безпосередністю передавати почуття і думки героїнь. Наступні роботи — Наталка Полтавка (п'єса І. Котляревського), Маруся Богуславка (п'єса М. Старицького), Харитина («Наймичка» І. Карпенка-Карого) відкрили високий професіоналізм і велику силу внутрішнього світу артистки.
Широке визнання аудиторії і критики отримала роль Кассандри в однойменній драмі Лесі Українки.
В репертуарі Тетяни Мірошниченко — понад 160 ролей в спектаклях за українською і світовою класикою, в сучасних п'єсах, серед них: Васса — «Васса Желєзнова» М. Горького, Мати — «Вій, вітерець!» Я. Райніса, Дженні Герхардт — однойменний спектакль за романом Т. Драйзера.
В останні роки життя Мірошниченко створила образи тьоті Моті — «Слобожанський анекдот» за п'єсою М. Куліша, Бабусі — «Вісім люблячих жінок» Р. Тома, Бернарди — «Дім Бернарди Альби» Ф. Г. Лорки.
Протягом багатьох років викладала курс сценічної мови в музичному училищі ім. Майбороди.
Діапазон голосу сягав від високого мецо-сопрано до контральто — згадувала заслужена артистка України Світлана Ващенко. Зіграла понад 160 ролей, зокрема:
- Варя — «Одна ніч» Б. Горбатова,
- Харитина — «Наймичка» І. Карпенка-Карого,
- Тетяна і Мавра — «У неділю рано зілля копала…» Кобилянської,
- Юлька — «Сторінка щоденника» Корнійчука,
- Юнона — «Енеїда» за Котляревським,
- Наталка Полтавка — «Наталка Полтавка» Котляревського,
- Людмила — «Пізня любов» О. Островського,
- Таня — «В пошуках радості» В. Розова,
- Маруся — «Маруся Богуславка» Старицького,
- Кассандра — «Кассандра» Лесі Українки.

Нагороджена орденом «Знак Пошани», медалями.
Захист рідної мови та культури — був громадянською позицією Тетяни Мірошниченко. Упродовж двох років очолювала обласну організацію Товариства «Просвіта».
Протягом вісімнадцяти років була депутаткою міської ради. Очолювала обласну організацію «Меморіал».